# Duncker
Duncker ist ein deutscher Familienname.

## Variationen
- Dunckel, Doncker, Dunker

## Namensträger
- Albert Duncker (Johann Georg Albert Duncker; 1843–1886), deutscher Lehrer und Bibliothekar
- Alexander Duncker (1813–1897), deutscher Verlagsbuchhändler
- Alexander Duncker (Verleger, 1850) (1850–1929), deutscher Verlagsbuchhändler
- Andreas Duncker der Ältere († 1629), deutscher Drucker und Verleger
- Andreas Duncker der Jüngere (1613–1657), deutscher Drucker und Verleger
- Arthur Duncker (1845–1928), deutscher Versicherungskaufmann
- Carl Duncker (1808–1868), deutscher Maler
- Charlie Duncker, US-amerikanischer DJ und Musiker, siehe Acraze
- Dora Duncker (1855–1916), deutsche Schriftstellerin
- Eva Duncker-Hofmann (1889–1949), deutsche Schriftstellerin
- Ferdinand Duncker (1805–1871), deutscher Jurist und Politiker
- Franz Duncker (1822–1888), deutscher Verlagsbuchhändler, Publizist und Politiker
- Friedrich Wilhelm August Duncker (1797–1869), deutscher Polizeibeamter
- Georg Duncker (1870–1953), deutscher Zoologe
- Gernot Duncker (1953–2021), deutscher Ophthalmologe
- Hans Duncker (Ornithologe) (1881–1961), deutscher Ornithologe, Genetiker und Rassenhygieniker
- Hans Duncker (Politiker) (1904–1974), deutscher Politiker (DP, CDU)
- Hans-Rainer Duncker (1933–2023), deutscher Anatom, Anthropologe und Zoologe
- Hermann Duncker (Politiker) (1817–1893), deutscher Politiker, Bürgermeister in Berlin
- Hermann Duncker (1874–1960), deutscher Politiker (KPD, SPD, SED) und Gewerkschaftsfunktionär
- Joachim Zachris Duncker (1774–1809), schwedischer Oberstleutnant
- Johann Friedrich Leopold Duncker (1768/1770–1842), deutscher Beamter, Schriftsteller und Dichter
- Johann Georg Albert Duncker (1843–1886), deutscher Bibliothekar, siehe Albert Duncker
- Johann Heinrich Duncker († 1680), deutscher Drucker und Verleger
- Johann Heinrich August von Duncker (1767–1843), deutscher Industrieller und Erfinder
- Johann Wilhelm Duncker (1771–1843), deutscher Versicherungskaufmann
- Johannes Duncker (* 1983), deutscher Filmemacher und Festivalleiter
- Julius Duncker (1803–1874), deutscher Jurist und Politiker, MdL Kurhessen
- Karl Duncker (Verleger) (Carl Duncker; 1781–1869), deutscher Verleger
- Karl Duncker (Psychologe) (1903–1940), deutscher Psychologe
- Käte Duncker (1871–1953), deutsche Politikerin
- Ludwig Duncker (Theologe) (1810–1875), deutscher Theologe und Hochschullehrer
- Ludwig Duncker (Pädagoge) (* 1951), deutscher Erziehungswissenschaftler und Hochschullehrer
- Ludwig Friedrich Wilhelm Duncker (1804–1847), deutscher Rechtswissenschaftler und Hochschullehrer
- Maria Duncker (* 1963), finnische Künstlerin
- Martina Duncker (* 1962), deutsche Schauspielerin
- Max Duncker (Kirchenhistoriker) (1862–1941), deutscher Pfarrer und Kirchenhistoriker
- Maximilian Duncker (1811–1886), deutscher Historiker und Politiker
- Patricia Duncker (* 1951), jamaikanische Schriftstellerin
- Paul Schneider-Duncker (1878/1883–1956), deutscher Schauspieler, Sänger und Kabarettist
- Paul Heinrich Ludwig Duncker (1754–1830), deutscher Mediziner und Hochschullehrer
- Vincenz Duncker (1884–nach 1910), deutscher Leichtathlet
- Wolfgang Duncker (1909–1942), deutscher Journalist und Filmkritiker